# Ilok
Ilok (Servisch: Илок; Hongaars: Újlak; Turks: Uyluk; Duits: Illok of Wylak) is de meest oostelijke stad en gemeente van Kroatië en ligt in de provincie Vukovar-Srijem. De stad ligt aan de Donau en is via een brug verbonden met Bačka Palanka in de Servische autonome provincie Vojvodina.

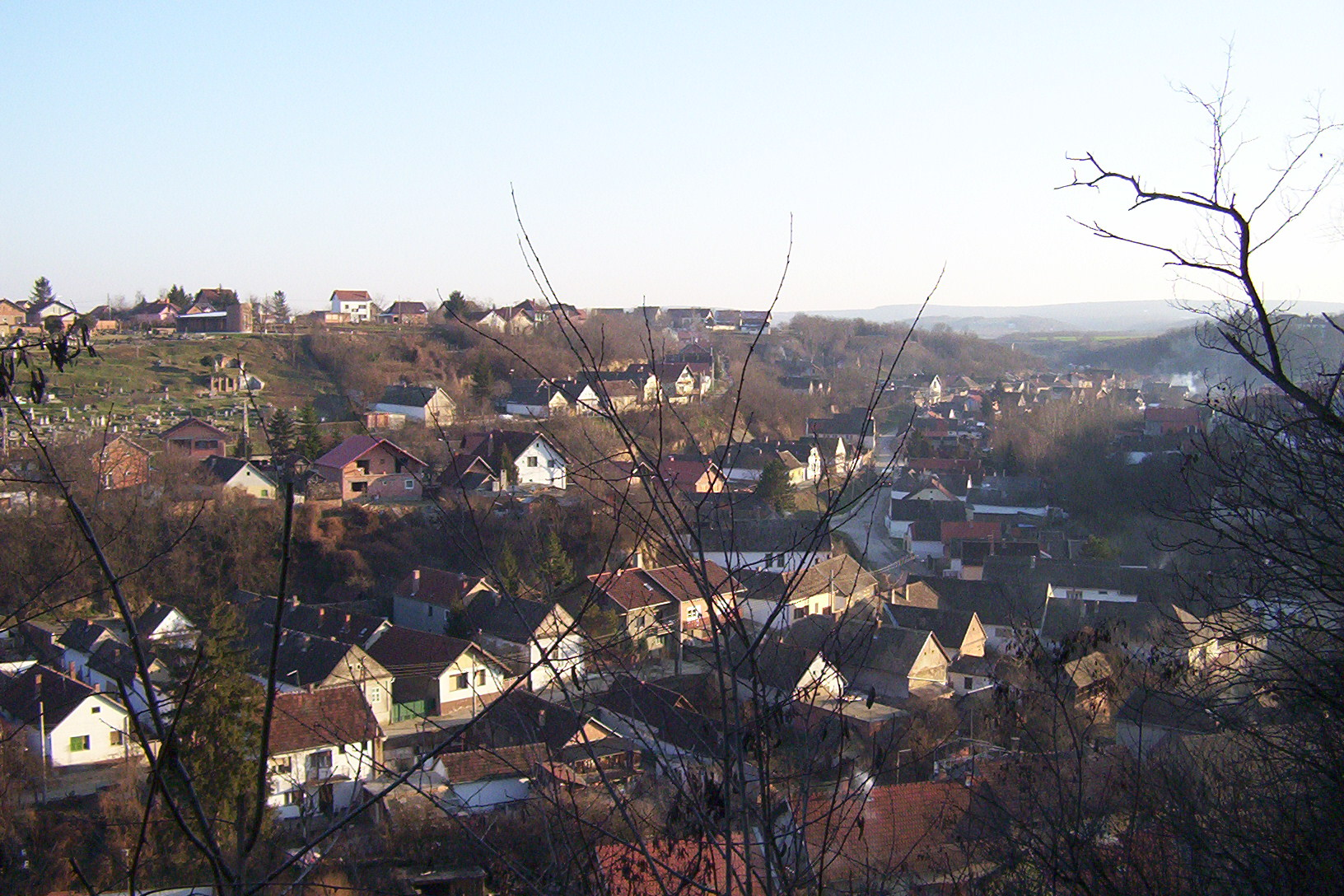
Ilok

In oktober 1991 werd Ilok door het Joegoslavische leger en Servische milities veroverd en etnisch gezuiverd. Tot 1995 maakte Ilok deel uit van de Republiek van Servisch Krajina. Tegenwoordig maakt het, met uitzondering van het eiland Šarengrad in de Donau, weer deel uit van Kroatië.

## Demografie
In 2001 woonden er 8351 mensen in de gemeente, waarvan 5897 in de hoofdplaats.
De etnische verdeling van de gemeente is als volgt (2001):
- 76,94% Kroaten
- 12,50% Slowaken
- 6,78% Serviërs
- 1,17% Hongaren

Steden (gradovi): Ilok · Otok · Vinkovci · Vukovar · Županja

Gemeenten (općine): Andrijaševci · Babina Greda · Bogdanovci · Borovo · Bošnjaci · Cerna · Drenovci · Gradište · Gunja · Ivankovo · Jarmina · Lovas · Markušica · Negoslavci · Nijemci · Nuštar · Privlaka · Stari Jankovci · Stari Mikanovci · Štitar · Tompojevci · Tordinci · Tovarnik · Trpinja · Vođinci · Vrbanja